# Kyselov (Černá v Pošumaví)
Kyselov (německy Sarau) je zaniklá ves na území Dolní Vltavice, místní části obce Černá v Pošumaví v okrese Český Krumlov, a to na pravém břehu Vltavy (vodní nádrže Lipno). Jméno této zaniklé obce se objevuje v názvu katastrálního území o rozloze 570 ha; před zatopením se jednalo o 1115 ha. Dále se jméno této zaniklé obce objevuje v názvu přírodní památky Rašeliniště Kyselov, v názvu přeshraničního propojení s Rakouskem s názvem Kyselov–Diendorf a v názvu přívozu Dolní Vltavice – Kyselov.

## Historie
Název vsi, vzešlý snad od „(die) saure Au“ (kyselá, bažinatá louka), je zmiňován v obměnách Sauraw (1332, 1530), Sauweraw (1373), Kyssyelow (1400), Kysyelow (1405), Kyselow (1454), Czeraw (1540) a Sarau (1720).
První písemná zmínka o osídlení pochází z roku 1308. Ves již při jejím založení, zpočátku se jednalo jen o dvůr a mlýn, patřila pod klášter ve Schläglu (česky: klášter v Drkolné). V držení tohoto kláštera byla až do zrušení poddanství. Poté se stal Kyselov samostatnou obcí, jejíž součástí byla osada Kozí Stráň. V letech 1938 až 1945 byl Kyselov, v důsledku uzavření Mnichovské dohody, přičleněn k nacistickému Německu. V roce 1950 byl osadou obce Dolní Vltavice.
Pravý a levý břeh Vltavy spojoval most. U mostu býval mlýn. Po vzniku Československa byl u Kyselova zřízen hraniční přechod a byla zde postavena celnice.

## Obyvatelstvo
|           | 1869 | 1880 | 1890 | 1900 | 1910 | 1921 | 1930 | 1950 |
| --------- | ---- | ---- | ---- | ---- | ---- | ---- | ---- | ---- |
| Obyvatelé | 213  | 248  | 248  | 252  | 265  | 245  | 256  | 18   |
| Domy      | 26   | 28   | 30   | 26   | 28   | 29   | 29   | 32   |